# Jean Saint-Fort Paillard
Jean Saint-Fort Paillard (Saint-Cyr-l'École, 4 agosto 1913 – Pebble Beach, 16 gennaio 1990) è stato un cavaliere francese.

## Palmarès

### Olimpiadi
- Oro a Londra 1948 nel dressage a squadre.